# Agathirsia asterophila
Agathirsia asterophila är en stekelart som beskrevs av Pucci och Michael J. Sharkey 2004. Agathirsia asterophila ingår i släktet Agathirsia och familjen bracksteklar. Inga underarter finns listade i Catalogue of Life.